# Qoornoq
Qoornoq er en nedlagt bygd på øen Qaarusuup Nunaa, også kaldet ”Bjørneøen”, i Sermersooq Kommune inde i Nuup Kangerlua, cirka 50 km fra Nuuk.
Bygden blev forladt i 1972 og bruges i dag som sommerhuse for borgerne og lejerskole for elever fra skolerne i Nuuk.
Bygden havde tidligere et stort torskefiskeri, og anlæg med tørrehus og tipvognsspor til produktion af tørfisk. Disse fremstår i dag som ruiner yderst på en tange på øen. 
Den oprindelige befolkning i Qoornoq blev forflyttet til Nuuks blokke, da man havde brug for arbejdskraft i byen. Siden har det været muligt for Nuuks velhavere at købe hus i bygden udenom de oprindelige ejere og deres efterkommere.
I dag er Qoornoq således et sommerhusområde.